# 市民塔
市民塔（義大利語：Torre della Ghirlandina）是位於義大利摩德納的一座鐘樓，緊鄰摩德納主教座堂。高度86.12米。攀至塔上後可眺望全市的景色，自古就是摩德納的主要地標之一。市民塔完成於1179年。現在市民塔和摩德納主教座堂及摩德纳大广场一起被登錄為世界文化遺產。